# Heterusia thierryi
Heterusia thierryi är en fjärilsart som beskrevs av Max Joseph Bastelberger 1908. Heterusia thierryi ingår i släktet Heterusia och familjen mätare. Inga underarter finns listade i Catalogue of Life.